# Kämmereiforst
Kämmereiforst ist ein Siedlungsbereich des Ortsteils Naundorf in der Gemeinde Zschepplin im Landkreis Nordsachsen.

## Geografie
Kämmereiforst liegt zwischen den Städten Delitzsch und Eilenburg an der Bahnstrecke Halle (Saale)–Eilenburg. Es gibt Ortsverbindungsstraßen nach Naundorf und zum Eilenburger Ortsteil Pressen.

## Waldgebiet
Zu Kämmereiforst gehört ein etwa 267 Hektar großer Eichen-Hainbuchen-Wald als Flora-Fauna-Habitat, das als Landschaftsschutzgebiet ausgewiesen ist. Er ist der Rest eines ehemaligen Urwaldes, der das Gebiet zwischen Eilenburg und Bitterfeld bis vor etwa 1000 Jahren bedeckte. Im Waldgebiet gibt es über 500 Pflanzenarten. Es ist vor allem bekannt für seine Frühjahrsblüher mit etwa 60 geschützten beziehungsweise bestandsgefährdeten Arten, mehrere Fledermausarten (unter anderem der Mopsfledermaus) und die artenreiche Vogelwelt mit Brutgebieten von Greifvögeln. Das Gebiet gehört zu den Sites of Community Importance (SCI) des europäischen Naturschutz-Netzwerks Natura 2000.
Der Forst gehörte bis 1815 zum kursächsischen bzw. königlich-sächsischen Amt Eilenburg. Durch die Beschlüsse des Wiener Kongresses kam das Gebiet zu Preußen und wurde 1816 dem Kreis Delitzsch im Regierungsbezirk Merseburg der Provinz Sachsen zugeteilt, zu dem es bis 1952 gehörte.

## Bahnhof Kämmereiforst

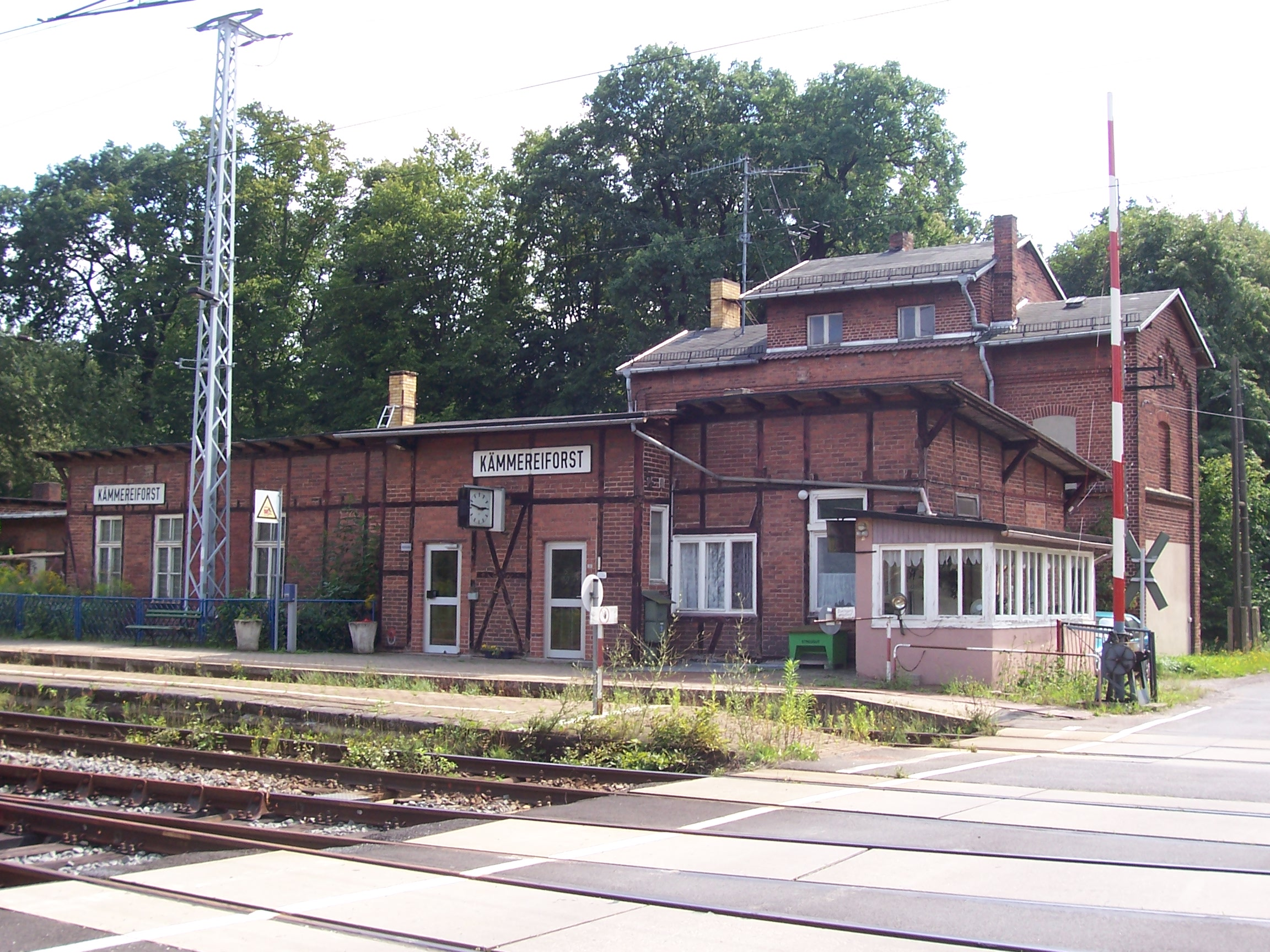
Bahnhof Kämmereiforst

Zum Ortsteil gehört der „Bahnhof Kämmereiforst“ an der Bahnstrecke Halle–Cottbus. Der Bahnhof ist etwa 1,6 Kilometer von Naundorf und 1,4 Kilometer von Pressen entfernt und wurde am 30. Juni 1872 für den Personenverkehr und am 1. August 1888 für den Güterverkehr eröffnet. Der Bahnhof besitzt zwei Bahnsteiggleise. Gleis 1 ist durch den noch vorhandenen Warteraum, Gleis 2 über einen niveaugleichen Überweg erreichbar. Im Empfangsgebäude befindet sich neben dem Warteraum ein mechanisches Stellwerk der Bauart Jüdel, das die Bezeichnung „Kf“ für Kämmereiforst Fahrdienstleiter trägt. In Richtung Eilenburg befindet sich das 1908 in Betrieb genommene mechanische Wärterstellwerk der Bauart Jüdel, das die Bezeichnung „Ko“ trägt.
Die Strecke Halle–Eilenburg wird von der Linie S9 der S-Bahn Mitteldeutschland bedient.